# Monuments (álbum)
Monuments es un álbum recopilatorio de la banda alemana de power metal Edguy, publicado el 14 de julio de 2017. Contiene 22 canciones grabadas por la banda entre 1994 y 2014, además de cinco nuevas canciones y un disco de DVD con material en vivo.

## Lista de canciones

### Disco uno
1. "Ravenblack" (Nueva canción)
2. "Wrestle the Devil" (Nueva canción)
3. "Open Sesame" (Nueva canción)
4. "Landmarks" (Nueva canción)
5. "The Mountaineer" (Nueva canción)
6. "9-2-9"
7. "Defenders of the Crown"
8. "Save Me"
9. "The Piper Never Dies"
10. "Lavatory Love Machine"
11. "King of Fools"
12. "Superheroes"
13. "Love Tyger"
14. "Ministry of Saints"
15. "Tears of a Mandrake"

### Disco dos
1. "Mysteria"
2. "Vain Glory Opera"
3. "Rock of Cashel"
4. "Judas at the Opera"
5. "Holy Water"
6. "Spooks in the Attic"
7. "Babylon"
8. "The Eternal Wayfarer"
9. "Out of Control"
10. "Land of the Miracle"
11. "Key to My Fate"
12. "Space Police"
13. "Reborn in the Waste"

## Créditos
- Tobias Sammet – voz, teclados
- Jens Ludwig – guitarra líder
- Dirk Sauer – guitarra rítmica
- Tobias "Eggi" Exxel – bajo
- Felix Bohnke - batería

## Listas de éxitos
| Lista (2017)                | Posición |
| --------------------------- | -------- |
| Austria (Ö3 Austria)        | 20       |
| Bélgica (Ultratop flamenca) | 195      |
| Bélgica (Ultratop valona)   | 105      |
| Francia (SNEP)              | 177      |
| Suiza (Schweizer Hitparade) | 16       |